# Натрошвили, Георгий Виссарионович
Георгий Виссарионович Натрошвили (1904 год, Сигнахский уезд, Тифлисская губерния, Российская империя — дата смерти неизвестна) — председатель колхоза имени Тельмана Лагодехского района, Грузинская ССР. Герой Социалистического Труда (1948). Лишён звания Героя Социалистического Труда в 1962 году.

## Биография
Родился в 1904 году в крестьянской семье в одном из сельских населённых пунктов Сигнахского уезда (сегодня — Лагодехский район). В годы Великой Отечественной войны руководил колхозом имени Тельмана Лагодехского района. За успешное выполнение колхозом заданий правительства во время войны был награждён орденом «Знак Почёта».
В послевоенные годы колхоз имени Тельмана благодаря руководству Георгия Натрошвили достиг уровня довоенных показателей по выращиванию кукурузы, цитрусовых и табака. В 1947 году колхоз сдал государству в среднем с каждого гектара по 19,4 центнера листьев табака на площади 96 гектаров. Указом Президиума Верховного Совета СССР от 21 февраля 1948 года удостоен звания Героя Социалистического Труда за «получение в 1947 году высокого урожая сортового зелёного чайного листа и табака» с вручением ордена Ленина и золотой медали «Серп и Молот».
Этим же Указом звание Героя Социалистического Труда получили также труженики колхоза бригадир Георгий Захарович Мчедлишвили, звеньевые Георгий Китесович Гурашвили и Георгий Константинович Хуцишвили.
За выдающиеся трудовые колхозные показатели по итогам 1948 года был награждён вторым Орденом Ленина.
В последующие годы возглавлял колхоз «Ленинис-Андердзи» Лагодехского района (предшественник — Герой Социалистического Труда — Георгий Александрович Гочелашвили). Был привлечён к уголовной ответственности за хищение государственной собственности. Согласно уголовному делу, вступив в сговор с другими работниками колхоза и заведующим табачно-заготовительным пунктом Лагодехской табачной фабрики путём приписок при сдаче табака, причинил ущерб государству на 479 тысяч рублей. Было установлено, что колхоз по факту сдал табака на 124,7 % выше запланированного, что соответствовало премии в 50 %. Согласно припискам была завышена сдача продукции на 5 %, в результате чего колхозу было незаконно перечислена стопроцентная премия. 26 ноября 1956 года был осуждён по статье 114 УК Грузинской ССР за хищение государственной собственности на срок 10 лет лишения свободы условно.
Указом Президиума Верховного Совета СССР от 29 января 1962 года был лишён всех наград и звания Героя Социалистического Труда. Этим же Указом звания Героя Социалистического Труда были лишены колхозники Авраам Ильич Инашвили, Илья Бессарионович Натрошвили и Форе Георгиевич Джибгашвили.
После вынесения приговора продолжил трудиться в колхозе «Ленинис-Андердзи» бригадиром. Дальнейшая судьба не известна.
Награды (лишён всех наград 29 января 1962 года)
- Герой Социалистического Труда
- Орден Ленина — дважды (1948; 05.08.1949)
- Орден «Знак Почёта» (07.01.1944)
- Медаль «За оборону Кавказа» (01.05.1944)